# David Armitage
David Armitage, né en 1965, est un historien britannique. Il est professeur d'histoire à l'Université Harvard.

### en anglais
- The Ideological Origins of the British Empire (Cambridge University Press, 2000)
- Greater Britain, 1516–1776: Essays in Atlantic History (Ashgate, 2004)
- The Declaration of Independence: A Global History (Harvard University Press, 2007)
- Foundations of Modern International Thought (Cambridge University Press, 2012)

### en français
- Du nouveau monde à l'Amérique d'Obama : Un empire contre nature [« The Declaration of Independence: A Global History »]  (trad. de l'anglais), Nantes, L'Atalante, 2009, 256 p. (ISBN 978-2-84172-484-0)